# Eleições legislativas portuguesas de 1980 no distrito de Setúbal
| Eleições legislativas portuguesas de 1980 Distritos: Aveiro \| Beja \| Braga \| Bragança \| Castelo Branco \| Coimbra \| Évora \| Faro \| Guarda \| Leiria \| Lisboa \| Portalegre \| Porto \| Santarém \| Setúbal \| Viana do Castelo \| Vila Real \| Viseu \| Açores \| Madeira \| Estrangeiro |

## Resultados por Concelho
Os resultados nos concelhos do Distrito de Setúbal foram os seguintes:

### Alcácer do Sal
| Partido                 | Partido                           | Votos  | %               | +/-  |
| ----------------------- | --------------------------------- | ------ | --------------- | ---- |
|                         | Aliança Povo Unido                | 6 001  | 52,90 / 100,00  | 2,09 |
|                         | Frente Republicana e Socialista   | 2 204  | 19,43 / 100,00  | 0,25 |
|                         | Aliança Democrática               | 1 967  | 17,34 / 100,00  | 1,53 |
|                         | União Democrática Popular         | 226    | 1,99 / 100,00   | 0,63 |
|                         | POUS-PST                          | 169    | 1,49 / 100,00   | 0,79 |
|                         | Partido Socialista Revolucionário | 162    | 1,43 / 100,00   | 0,26 |
|                         | Outros                            | 271    | 2,39 / 100,00   |      |
| Votos Inválidos         | Votos Inválidos                   | 345    | 3,04 / 100,00   | 0,04 |
| Total                   | Total                             | 11 345 | 100,00 / 100,00 |      |
| Eleitorado/Participação | Eleitorado/Participação           | 12 986 | 87,36 / 100,00  | 1,65 |

### Alcochete
| Partido                 | Partido                           | Votos | %               | +/-  |
| ----------------------- | --------------------------------- | ----- | --------------- | ---- |
|                         | Aliança Povo Unido                | 3 109 | 44,73 / 100,00  | 3,50 |
|                         | Frente Republicana e Socialista   | 1 887 | 27,15 / 100,00  | 2,90 |
|                         | Aliança Democrática               | 1 369 | 19,70 / 100,00  | 1,07 |
|                         | União Democrática Popular         | 196   | 2,82 / 100,00   | 1,48 |
|                         | Partido Socialista Revolucionário | 89    | 1,28 / 100,00   | 0,59 |
|                         | Outros                            | 171   | 2,47 / 100,00   |      |
| Votos Inválidos         | Votos Inválidos                   | 129   | 1,86 / 100,00   | 0,04 |
| Total                   | Total                             | 6 950 | 100,00 / 100,00 |      |
| Eleitorado/Participação | Eleitorado/Participação           | 7 956 | 87,36 / 100,00  | 1,34 |

### Almada
| Partido                 | Partido                           | Votos   | %               | +/-  |
| ----------------------- | --------------------------------- | ------- | --------------- | ---- |
|                         | Aliança Povo Unido                | 37 034  | 38,97 / 100,00  | 2,57 |
|                         | Aliança Democrática               | 25 815  | 27,16 / 100,00  | 1,74 |
|                         | Frente Republicana e Socialista   | 24 767  | 26,06 / 100,00  | 1,68 |
|                         | União Democrática Popular         | 2 788   | 2,93 / 100,00   | 1,47 |
|                         | Partido Socialista Revolucionário | 992     | 1,04 / 100,00   | 0,57 |
|                         | Outros                            | 2 062   | 2,17 / 100,00   |      |
| Votos Inválidos         | Votos Inválidos                   | 1 576   | 1,65 / 100,00   | 0,40 |
| Total                   | Total                             | 95 034  | 100,00 / 100,00 |      |
| Eleitorado/Participação | Eleitorado/Participação           | 109 802 | 86,55 / 100,00  | 1,60 |

### Barreiro
| Partido                 | Partido                         | Votos  | %               | +/-  |
| ----------------------- | ------------------------------- | ------ | --------------- | ---- |
|                         | Aliança Povo Unido              | 29 776 | 54,34 / 100,00  | 3,20 |
|                         | Frente Republicana e Socialista | 11 781 | 21,50 / 100,00  | 2,16 |
|                         | Aliança Democrática             | 9 299  | 16,97 / 100,00  | 1,60 |
|                         | União Democrática Popular       | 1 689  | 3,08 / 100,00   | 1,10 |
|                         | Outros                          | 1 395  | 2,54 / 100,00   |      |
| Votos Inválidos         | Votos Inválidos                 | 851    | 1,55 / 100,00   | 0,10 |
| Total                   | Total                           | 54 791 | 100,00 / 100,00 |      |
| Eleitorado/Participação | Eleitorado/Participação         | 61 655 | 88,87 / 100,00  | 1,13 |

### Grândola
| Partido                 | Partido                           | Votos  | %               | +/-  |
| ----------------------- | --------------------------------- | ------ | --------------- | ---- |
|                         | Aliança Povo Unido                | 6 222  | 52,85 / 100,00  | 1,27 |
|                         | Aliança Democrática               | 2 776  | 23,58 / 100,00  | 1,50 |
|                         | Frente Republicana e Socialista   | 1 916  | 16,28 / 100,00  | 0,56 |
|                         | União Democrática Popular         | 189    | 1,61 / 100,00   | 0,61 |
|                         | Partido Socialista Revolucionário | 133    | 1,13 / 100,00   | 0,29 |
|                         | POUS-PST                          | 123    | 1,04 / 100,00   | 0,51 |
|                         | Outros                            | 203    | 1,73 / 100,00   |      |
| Votos Inválidos         | Votos Inválidos                   | 210    | 1,79 / 100,00   | 0,10 |
| Total                   | Total                             | 11 772 | 100,00 / 100,00 |      |
| Eleitorado/Participação | Eleitorado/Participação           | 13 141 | 89,58 / 100,00  | 0,52 |

### Moita
| Partido                 | Partido                         | Votos  | %               | +/-  |
| ----------------------- | ------------------------------- | ------ | --------------- | ---- |
|                         | Aliança Povo Unido              | 17 959 | 59,25 / 100,00  | 1,90 |
|                         | Frente Republicana e Socialista | 4 724  | 15,58 / 100,00  | 0,74 |
|                         | Aliança Democrática             | 4 435  | 14,63 / 100,00  | 2,28 |
|                         | União Democrática Popular       | 1 741  | 5,74 / 100,00   | 1,62 |
|                         | Outros                          | 925    | 3,05 / 100,00   |      |
| Votos Inválidos         | Votos Inválidos                 | 529    | 1,74 / 100,00   | 0,15 |
| Total                   | Total                           | 30 313 | 100,00 / 100,00 |      |
| Eleitorado/Participação | Eleitorado/Participação         | 34 594 | 87,63 / 100,00  | 1,45 |

### Montijo
| Partido                 | Partido                           | Votos  | %               | +/-  |
| ----------------------- | --------------------------------- | ------ | --------------- | ---- |
|                         | Aliança Povo Unido                | 8 842  | 37,89 / 100,00  | 3,36 |
|                         | Aliança Democrática               | 6 390  | 27,38 / 100,00  | 1,90 |
|                         | Frente Republicana e Socialista   | 6 007  | 25,74 / 100,00  | 1,26 |
|                         | União Democrática Popular         | 486    | 2,08 / 100,00   | 1,15 |
|                         | POUS-PST                          | 345    | 1,48 / 100,00   | 0,90 |
|                         | Partido Socialista Revolucionário | 331    | 1,42 / 100,00   | 0,62 |
|                         | Outros                            | 510    | 2,18 / 100,00   |      |
| Votos Inválidos         | Votos Inválidos                   | 425    | 1,82 / 100,00   | 0,33 |
| Total                   | Total                             | 23 336 | 100,00 / 100,00 |      |
| Eleitorado/Participação | Eleitorado/Participação           | 27 398 | 85,17 / 100,00  | 2,06 |

### Palmela
| Partido                 | Partido                           | Votos  | %               | +/-  |
| ----------------------- | --------------------------------- | ------ | --------------- | ---- |
|                         | Aliança Povo Unido                | 9 394  | 40,93 / 100,00  | 2,43 |
|                         | Frente Republicana e Socialista   | 5 776  | 25,16 / 100,00  | 0,67 |
|                         | Aliança Democrática               | 5 363  | 23,37 / 100,00  | 1,16 |
|                         | POUS-PST                          | 489    | 2,13 / 100,00   | 1,50 |
|                         | União Democrática Popular         | 455    | 1,98 / 100,00   | 0,65 |
|                         | Partido Socialista Revolucionário | 427    | 1,86 / 100,00   | 0,97 |
|                         | Outros                            | 506    | 2,20 / 100,00   |      |
| Votos Inválidos         | Votos Inválidos                   | 543    | 2,37 / 100,00   | 0,46 |
| Total                   | Total                             | 22 953 | 100,00 / 100,00 |      |
| Eleitorado/Participação | Eleitorado/Participação           | 27 528 | 83,38 / 100,00  | 2,72 |

### Santiago do Cacém
| Partido                 | Partido                           | Votos  | %               | +/-  |
| ----------------------- | --------------------------------- | ------ | --------------- | ---- |
|                         | Aliança Povo Unido                | 9 085  | 46,81 / 100,00  | 1,66 |
|                         | Aliança Democrática               | 5 201  | 26,80 / 100,00  | 2,02 |
|                         | Frente Republicana e Socialista   | 3 549  | 18,29 / 100,00  | 0,89 |
|                         | POUS-PST                          | 306    | 1,58 / 100,00   | 0,95 |
|                         | Partido Socialista Revolucionário | 258    | 1,33 / 100,00   | 0,37 |
|                         | União Democrática Popular         | 230    | 1,19 / 100,00   | 0,47 |
|                         | Outros                            | 382    | 1,97 / 100,00   |      |
| Votos Inválidos         | Votos Inválidos                   | 396    | 2,04 / 100,00   | 0,69 |
| Total                   | Total                             | 19 407 | 100,00 / 100,00 |      |
| Eleitorado/Participação | Eleitorado/Participação           | 22 515 | 86,20 / 100,00  | 2,40 |

### Seixal
| Partido                 | Partido                           | Votos  | %               | +/-  |
| ----------------------- | --------------------------------- | ------ | --------------- | ---- |
|                         | Aliança Povo Unido                | 20 763 | 43,80 / 100,00  | 3,41 |
|                         | Aliança Democrática               | 11 787 | 24,87 / 100,00  | 1,71 |
|                         | Frente Republicana e Socialista   | 11 597 | 24,46 / 100,00  | 2,65 |
|                         | União Democrática Popular         | 1 104  | 2,33 / 100,00   | 1,16 |
|                         | Partido Socialista Revolucionário | 474    | 1,00 / 100,00   | 0,54 |
|                         | Outros                            | 979    | 2,07 / 100,00   |      |
| Votos Inválidos         | Votos Inválidos                   | 699    | 1,47 / 100,00   | 0,45 |
| Total                   | Total                             | 47 403 | 100,00 / 100,00 |      |
| Eleitorado/Participação | Eleitorado/Participação           | 54 470 | 87,03 / 100,00  | 1,15 |

### Sesimbra
| Partido                 | Partido                           | Votos  | %               | +/-  |
| ----------------------- | --------------------------------- | ------ | --------------- | ---- |
|                         | Aliança Povo Unido                | 5 657  | 38,95 / 100,00  | 2,73 |
|                         | Aliança Democrática               | 3 746  | 25,80 / 100,00  | 1,87 |
|                         | Frente Republicana e Socialista   | 3 683  | 25,36 / 100,00  | 0,74 |
|                         | POUS-PST                          | 264    | 1,82 / 100,00   | 1,18 |
|                         | União Democrática Popular         | 240    | 1,65 / 100,00   | 0,80 |
|                         | Partido Socialista Revolucionário | 209    | 1,44 / 100,00   | 0,33 |
|                         | Outros                            | 332    | 2,29 / 100,00   |      |
| Votos Inválidos         | Votos Inválidos                   | 391    | 2,69 / 100,00   | 0,53 |
| Total                   | Total                             | 14 522 | 100,00 / 100,00 |      |
| Eleitorado/Participação | Eleitorado/Participação           | 16 603 | 87,47 / 100,00  | 0,38 |

### Setúbal
| Partido                 | Partido                           | Votos  | %               | +/-  |
| ----------------------- | --------------------------------- | ------ | --------------- | ---- |
|                         | Aliança Povo Unido                | 21 783 | 35,08 / 100,00  | 4,29 |
|                         | Aliança Democrática               | 18 074 | 29,10 / 100,00  | 2,07 |
|                         | Frente Republicana e Socialista   | 16 410 | 26,42 / 100,00  | 1,82 |
|                         | União Democrática Popular         | 1 959  | 3,15 / 100,00   | 1,20 |
|                         | Partido Socialista Revolucionário | 821    | 1,32 / 100,00   | 0,69 |
|                         | POUS-PST                          | 708    | 1,14 / 100,00   | 0,78 |
|                         | Outros                            | 1 002  | 1,62 / 100,00   |      |
| Votos Inválidos         | Votos Inválidos                   | 1 347  | 2,17 / 100,00   | 0,03 |
| Total                   | Total                             | 62 104 | 100,00 / 100,00 |      |
| Eleitorado/Participação | Eleitorado/Participação           | 70 996 | 87,48 / 100,00  | 1,22 |

### Sines
| Partido                 | Partido                           | Votos | %               | +/-  |
| ----------------------- | --------------------------------- | ----- | --------------- | ---- |
|                         | Aliança Povo Unido                | 3 488 | 48,57 / 100,00  | 3,40 |
|                         | Aliança Democrática               | 1 705 | 23,74 / 100,00  | 1,01 |
|                         | Frente Republicana e Socialista   | 1 417 | 19,73 / 100,00  | 1,45 |
|                         | União Democrática Popular         | 140   | 1,95 / 100,00   | 0,53 |
|                         | Partido Socialista Revolucionário | 76    | 1,06 / 100,00   | 0,52 |
|                         | Outros                            | 212   | 2,94 / 100,00   |      |
| Votos Inválidos         | Votos Inválidos                   | 144   | 2,00 / 100,00   | 0,04 |
| Total                   | Total                             | 7 182 | 100,00 / 100,00 |      |
| Eleitorado/Participação | Eleitorado/Participação           | 8 619 | 83,33 / 100,00  | 1,80 |